# بیتریس آرتور
 بیِتریس آرتور (انگلیسی: Beatrice Arthur؛ ۱۳ مهٔ ۱۹۲۲ – ۲۵ آوریل ۲۰۰۹) هنرپیشه و خوانندهٔ اهل ایالات متحده آمریکا بود. وی بین سال‌های ۱۹۴۷ تا ۲۰۰۸ میلادی فعالیت می‌کرد.

## گزیده نقش‌آفرینی‌ها
- دختران زرین
- اون جور زن
- گدایان و انتخاب‌کنندگان
- فیوچراما (صداپیشه)
- ریچارد اند جودی
- زیاد ذوق‌زده نشو
- دنیای مالکوم
- همگی در خانواده
- برای بهتر یا بدتر